# Ellen Barkin

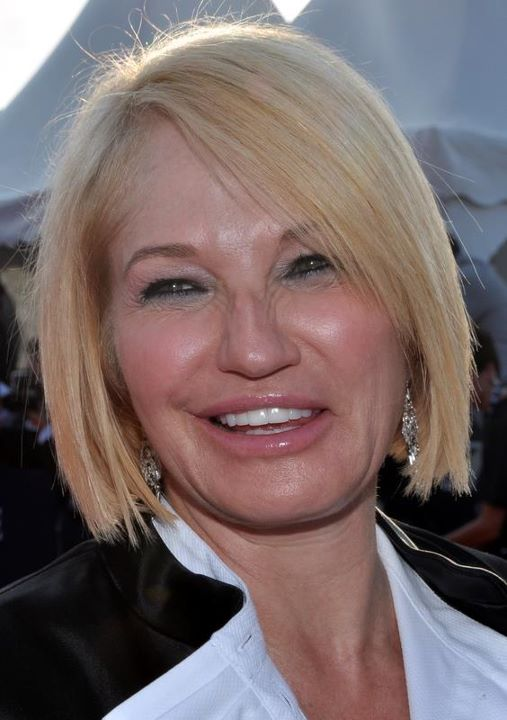
Ellen Barkin (2011)

Ellen Rona Barkin (* 16. April 1954 in der Bronx, New York City) ist eine US-amerikanische Schauspielerin.

## Leben
Barkin wuchs in New York als Tochter jüdischer Eltern auf. Ihre Mutter war Krankenhausangestellte, ihr Vater war Chemie-Vertreter. Sie nahm Schauspielunterricht bei Marcia Haufrecht im New Yorker Actors Studio und holte dann ihren Schulabschluss nach.
Ihre ersten Auftritte hatte sie in kleinen Theatern in New York. Zur selben Zeit trat sie auch in Nebenrollen in diversen Fernsehserien auf. 1982 bekam sie ihre erste Kinofilmrolle in dem Film American Diner als frustrierte Ehefrau unter der Regie von Barry Levinson. Ihren Durchbruch hatte Barkin 1987 in dem Film The Big Easy – Der große Leichtsinn neben Dennis Quaid. In diesem Film verkörperte sie eine anfangs überkorrekte Juristin, die sich zur leidenschaftlichen Liebhaberin wandelt. In der Folge drehte sie Filme in verschiedenen Genres.
Als Schauspielerin kommerziell wieder erfolgreich war Barkin im Jahr 2004 mit Auftritten in Spike Lees She Hate Me und dem Todd-Solondz-Film Palindrome.
Barkin hat einen Sohn (* 1989) und eine Tochter (* 1992) aus ihrer Ehe mit Gabriel Byrne. Sie war von 2000 bis 2006 in zweiter Ehe mit Ronald Perelman, dem Vorstandsvorsitzenden von Revlon, verheiratet.

## Filmografie (Auswahl)
- 1981: Bronx Justice (We’re Fighting Back, Fernsehfilm) – Regie: Lou Antonio
- 1981: Tod auf dem Campus (Kent State, Fernsehfilm) – Regie: James Goldstone
- 1982: American Diner (Diner) – Regie: Barry Levinson
- 1983: Comeback der Liebe (Tender Mercies) – Regie: Bruce Beresford
- 1983: Daniel – Regie: Sidney Lumet
- 1983: Eddie and the Cruisers – Regie: Martin Davidson
- 1983: Buckaroo Banzai – Die 8. Dimension (Buckaroo Banzai) – Regie: W. D. Richter
- 1983: Drei Frauen in New York (Enormous Changes at the Last Minute) – Regie: Mirra Bank, Ellen Hovde, Muffie Meyer
- 1984: Harry & Sohn – Regie: Paul Newman
- 1984: Nick sitzt in der Klemme (Terrible Joe Moran) – Regie: Joseph Sargent
- 1985: In der Hitze von Nevada (Desert Bloom) – Regie: Eugene Corr
- 1985: Todespoker (Terminal Choice) – Regie: Sheldon Larry
- 1986: Down By Law – Regie: Jim Jarmusch
- 1987: The Big Easy – Der große Leichtsinn (The Big Easy) – Regie: Jim McBride
- 1987: Siesta – Regie: Mary Lambert
- 1987: Made in Heaven – Regie: Alan Rudolph
- 1988: Tropic War (Clinton and Nadine) – Regie: Jerry Schatzberg
- 1989: Sea of Love – Melodie des Todes – Regie: Harold Becker
- 1989: Johnny Handsome – Der schöne Johnny (Johnny Handsome) – Regie: Walter Hill
- 1991: Switch – Die Frau im Manne (Switch) – Regie: Blake Edwards
- 1992: Mac – Regie: John Turturro
- 1992: Das weiße Zauberpferd (Into the West) – Regie: Mike Newell
- 1992: Man Trouble – Auf den Hund gekommen – Regie: Bob Rafelson
- 1993: This Boy’s Life – Regie: Michael Caton-Jones
- 1994: Unzipped – Regie: Douglas Keeve
- 1995: Bad Company – Regie: Damian Harris
- 1995: Wild Bill – Regie: Walter Hill
- 1996: Der Fan (The Fan) – Regie: Tony Scott
- 1996: Bullet Point (Mad Dog Time) – Regie: Larry Bishop
- 1997: Wie ein Vogel ohne Flügel (Before Women Had Wings, Fernsehfilm) – Regie: Lloyd Kramer
- 1998: Fear and Loathing in Las Vegas – Regie: Terry Gilliam
- 1999: Gnadenlos schön (Drop Dead Gorgeous) – Regie: Michael Patrick Jann
- 1999: The White River Kid – Regie: Arne Glimcher
- 2000: Mercy – Die dunkle Seite der Lust (Mercy) – Regie: Damian Harris
- 2001: Männerzirkus (Someone Like You) – Regie: Tony Goldwyn
- 2004: She Hate Me – Regie: Spike Lee
- 2004: Palindrome – Regie: Todd Solondz
- 2005: Liebe ist Nervensache (Trust the Man) – Regie: Bart Freundlich
- 2007: Ocean’s 13 (Ocean’s Thirteen) – Regie: Steven Soderbergh
- 2009: Happy Tears – Regie: Mitchell Lichtenstein
- 2010: Gesetz der Straße – Brooklyn’s Finest (Brooklyn’s Finest) – Regie: Antoine Fuqua
- 2010: Twelve – Regie: Joel Schumacher
- 2010: The Chameleon – Regie: Jean-Paul Salomé
- 2010: Shit Year – Regie: Cam Archer
- 2010: Operation: Endgame – Regie: Fouad Mikati
- 2011: Another Happy Day – Regie: Sam Levinson
- 2012: Modern Family (Fernsehserie, Episode 3x18)
- 2012–2013: The New Normal (Fernsehserie, 15 Episoden)
- 2013: Very Good Girls – Regie: Naomi Foner Gyllenhaal
- 2014: Cobbler – Der Schuhmagier (The Cobbler) – Regie: Tom McCarthy
- 2016: Hands of Stone – Fäuste aus Stein (Hands of Stone) Regie: Jonathan Jakubowicz
- 2016–2019: Animal Kingdom (Fernsehserie, 46 Episoden)
- 2017: Active Adults – Regie: Aaron Fisher-Cohen
- 2021: Breaking News in Yuba County – Regie: Tate Taylor
- 2022: The Man from Toronto – Regie: Patrick Hughes
- 2023: Poker Face (Fernsehserie, Episode 1x06)
- 2023: The Out-Laws

## Auszeichnungen
- 1998: Emmy für Glory Marie Jackson in Wie ein Vogel ohne Flügel (Before Women Had Wings) als Outstanding Lead Actor in a Miniseries or Movie
- 2011: Tony Award für Dr. Emma Brookner in The Normal Heart als beste Nebendarstellerin